# Saint-Hilaire-de-Loulay
 Saint-Hilaire-de-Loulay  es una población y comuna francesa, en la región de Países del Loira, departamento de Vendée, en el distrito de La Roche-sur-Yon y cantón de Montaigu.

## Demografía
| 1775 | 1923 | 2079 | 2605 | 3238 | 3569 |
| Para los censos de 1962 a 1999 la población legal corresponde a la población sin duplicidades (Fuente: INSEE [Consultar]) |      |      |      |      |      |